# Exalphus
Exalphus es un género de escarabajos longicornios de la tribu Acanthoderini.

## Especies
- Exalphus aurivillii (Lane, 1970)
- Exalphus biannulatus (Aurivillius, 1921)
- Exalphus cavifrons (Bates, 1872)
- Exalphus cicatricornis Schmid, 2014
- Exalphus colasi (Lane, 1965)
- Exalphus confusus Restello, 2001
- Exalphus docquini Tavakilian & Neouze, 2013
- Exalphus foveatus (Marinoni & Martins, 1978)
- Exalphus gounellei (Lane, 1973)
- Exalphus guaraniticus (Lane, 1955)
- Exalphus leuconotus (Thomson, 1860)
- Exalphus lichenophorus (Lane, 1965)
- Exalphus malleri (Lane, 1955)
- Exalphus simplex (Galileo & Martins, 1998)
- Exalphus solangae Santana & Monne, 2014
- Exalphus spilonotus Restello, 2001
- Exalphus vicinus Galileo & Martins, 2003
- Exalphus zellibori (Lane, 1955)